# Atelosteogenesi
L'atelosteogenesi (dal greco antico ἀτέλος "atelos", incompleto, οστέον "ostéon", osso e γένεσις "génesis", formazione) è una displasia scheletrica congenita letale molto rara con malformazioni ossee, ipoplasia degli arti, ipoplasia renale e altri segni clinici. Sono particolarmente evidenti le alterazioni a carico del braccio, della coscia e della porzione toracica della colonna vertebrale.
La patologia è stata descritta per la prima volta nel 1982 dal pediatra e genetista parigino Pierre Maroteaux e dai suoi colleghi.

## Epidemiologia e classificazione
La malattia è molto rara e la sua incidenza tra i nati vivi è inferiore a un caso su un milione di individui.
Esistono tre diversi tipi di atelosteogenesi, in base alle diverse mutazioni genetiche che provocano la malattia:
- Atelosteogenesi di tipo 1 (AO1), a ereditarietà autosomica dominante, dovuta a mutazioni nel gene FLNB, che è situato nel braccio corto del cromosoma 3 (in corrispondenza del locus genico p 14.3) e codifica per la filamina B[3]
- Atelosteogenesi di tipo 2 (AO2), detta anche sindrome di de la Chapelle o displasia di de la Chapelle, a trasmissione autosomica recessiva, causata da mutazioni nel gene SLC26A2, situato nel braccio lungo del cromosoma 5 (nel locus genico 5q32) o da mutazioni nel gene DTDST; quest'ultimo regola l'assemblaggio di un trasportatore del solfato la cui difettosa funzionalità è alla base anche della displasia diastrofica.[4] Per quanto anch'esso letale, il secondo tipo di atelosteogenesi è quello che tendenzialmente si manifesta con un quadro clinico meno grave[5]
- Atelosteogenesi di tipo 3 (AO3), a trasmissione autosomica dominante, la più rara delle tre tipologie e causata da mutazioni nel gene FLNB, localizzato sul braccio corto del cromosoma 3, in corrispondenza del locus genico 3p14.3[6]

## Segni clinici
I tratti comuni ai tre tipi di atelosteogenesi sono:
- esordio nel periodo neonatale
- grave nanismo disarmonico, evidente fin dall'epoca fetale, con le manifestazioni peggiori a carico della porzione prossimale degli arti (braccia e cosce molto tozze) Manifestazione nel periodo neonatale
- varie anomalie facciali: radice nasale infossata, micrognazia e retrognazia; anche la palatoschisi è stata talvolta osservata nei soggetti con atelosteogenesi
- arti piegati (flessi) e piede torto
- ipoplasia renale
- possibile stenosi della laringe

Le alterazioni laringee sono più frequenti nell'atelosteogenesi di tipo 3 e possono provocare tracheomalacia e una conseguente insufficienza respiratoria con esito letale fin dai primi mesi di vita.

## Esami strumentali e di laboratorio
La presenza della displasia ossea può essere rilevata prima della nascita mediante ecografia e, in caso di mutazioni genetiche note, può essere diagnosticata anche mediante un test genetico.
Dopo la nascita, la radiografia è lo strumento diagnostico migliore per rilevare l'entità e la tipicità delle alterazioni ossee; è possibile effettuare biopsie del tessuto osseo o di quello tessuto cartilagineo per confermare i sospetti diagnostici.
L'esame radiografico, in particolare, permette di rilevare un'ossificazione eccessiva delle vertebre toraciche, con restringimento della porzione inferiore (distale) dei corpi vertebrali; è di comune riscontro anche l'accorciamento del femore e dell'omero. I metacarpi e i metatarsi, infine, si presentano tozzi, con un'ossificazione irregolare.

## Diagnosi differenziale
Esistono varie sindromi con difetti nella crescita ossea simili a quelli dell'atelosteogenesi; si tratta di malattie parimenti letali, come la displasia tanatofora o la displasia toracica asfissiante, che però si differenziano per alcune caratteristiche.
L'atelosteogenesi di tipo 1, in particolare, si manifesta con un quadro clinico per certi versi sovrapponibile a quello della displasia boomerang.